# 1776 Kuiper
Az 1776 Kuiper (ideiglenes jelöléssel 2520 P-L) a Naprendszer kisbolygóövében található aszteroida. Cornelis Johannes van Houten, Ingrid van Houten-Groeneveld és Tom Gehrels fedezte fel 1960. szeptember 24-én.